# Demetrio Greco
Demetrio Alessandro Greco (* 10. August 1979) ist ein italienischer ehemaliger Fußballspieler.
Demetrio Alessandro Greco begann seine Karriere in Rende (Italien). Er spielte in der dritten und vierten Liga Italiens sowie in der Schweizer Super League.
| Personendaten    | Personendaten                |
| ---------------- | ---------------------------- |
| NAME             | Greco, Demetrio              |
| ALTERNATIVNAMEN  | Greco, Demetrio Alessandro   |
| KURZBESCHREIBUNG | italienischer Fußballspieler |
| GEBURTSDATUM     | 10. August 1979              |